# Tsiklon-3

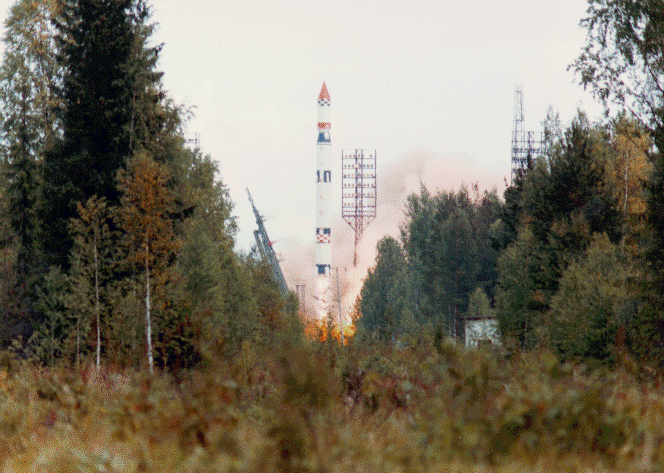
Lancement d'une fusée Tsiklon-3 emportant un satellite Meteor-3 depuis le Cosmodrome de Plesetsk le 15 août 1991

Le lanceur Tsiklon-3, (Cyclone-3) également connu sous le nom de Tsiklon-3, est une fusée soviétique puis, après l'éclatement de l'URSS, ukrainienne dérivée d'un missile intercontinental et utilisé pour le lancement de satellites entre 1977 et 2009. 
Dérivé de l'ICBM SS-18, c'est un membre de la famille des lanceurs Tsiklon. Il a effectué son premier vol le 24 juin 1977. Le dernier lancement a eu lieu le 30 janvier 2009.  L'entreprise ukrainienne qui construisait les fusées Tsiklon a arrêté sa fabrication en faveur de la fusée Angara. Il y a eu 121 lancements dont 8 échecs. Les fusées étaient tirées depuis le cosmodrome de Plesetsk.

## Caractéristiques
La fusée Tsiklon-3 peut placer une charge de 4,1 tonnes en orbite basse. Il comporte 3 étages propulsés chacun par un unique moteur consommant un mélange UDMH/N2O4. Le lanceur d'une masse de 189 tonnes a un diamètre de 3 mètres pour une hauteur de 39,7 mètres. 
La Tsiklon-3 est une évolution des lanceurs Tsiklon et Tsiklon-2. La différence porte sur l'ajout d'un troisième étage réallumable.  
Le développement avec le Brésil d'une nouvelle version comportant un troisième étage amélioré, la Tsiklon-4, a été abandonné.